# میاه پرسون
میاه پرسون (به انگلیسی: Miah Persson) (زاده ۲۷ می ۱۹۶۹) خواننده سوپرانو سوئدی است.
او همچنین در فیلم تغییرات کازانووا بازی کرده‌است.